# American Eagle Airlines
American Eagle Airlines — торговая марка (бренд) авиационного холдинга AMR Corporation, используемая его дочерними авиакомпаниями American Eagle Airlines Inc. (прежняя Simmons Airlines) со штаб-квартирой в городе Ирвинг (Техас) и Executive Airlines со штаб-квартирой в городе Сан-Хуан (Пуэрто-Рико) для осуществления региональных пассажирских перевозок в аэропорты-концентраторы магистральной авиакомпании American Airlines, также входящей в авиахолдинг AMR Corporation.
Под брендом American Eagle Airlines ежедневно совершается более 1800 рейсов в 160 городов Соединённых Штатов Америки, Мексики, Канады и стран Карибского бассейна. Все регулярные рейсы выполняются в составе маршрутной сети перевозок глобального авиационного альянса Oneworld, при этом на рейсах в аэропорты штата Калифорния действуют код-шеринговые соглашения с магистральными авиакомпаниями США Delta Air Lines и Continental Airlines.
American Eagle Airlines является крупнейшей системой пассажирских перевозок среди всех региональных авиакомпаний мира.

## Транзитные узлы
Авиакомпании, работающие под торговой маркой American Eagle используют в качестве собственных концентраторов пассажирских перевозок Международный аэропорт О'Хара в Чикаго, Международный аэропорт Даллас/Форт-Уэрт, Международный аэропорт Лос-Анджелес, Международный аэропорт имени Луиса Муньоса Марина в Сан-Хуане, Международный аэропорт Майами, Международный аэропорт Логан в Бостоне, Аэропорт Ла Гардиа в Нью-Йорке и Международный аэропорт имени Джона Кеннеди в Нью Йорке.
Перевозчики бренда American Eagle также содержат базы по техническому обслуживанию и ремонту самолётов, находящиеся в городах Абилин (штат Техас), Хайвилл (штат Арканзас), Колумбус (штат Огайо), в Региональном аэропорту Спрингфилд/Брэнсон и Международном аэропорту Сойер в городе Маркветт (штат Мичиган).

## История
Первоначально под торговой маркой American Eagle Airlines работали несколько независимых региональных перевозчиков, имеющих разовые контракты с AMR Corporation на выполнение регулярных рейсов по заранее оговорённым маршрутам. Первый регулярный рейс под брендом American Eagle Airlines был совершён 1 ноября 1984 года авиакомпанией Metroflight Airlines из Фейетвилла (Арканзас) в Международный аэропорт Даллас/Форт-Уэрт. Позднее под этой торговой маркой и в соответствующей ливрее на регулярных рейсах работали самолёты региональных авиакомпаний Executive Airlines, Command Airways, Air Virginia, Simmons Airlines, Wings West Airlines и Chaparral Airlines.
Независимые авиакомпании работали под брендом American Eagle Airlines вплоть до 1987 года, а в течение следующих полутора лет авиационный холдинг AMR Corporation последовательно приобрёл троих из перечисленных выше регионалов, начав с компании Simmons Airlines. В середине 1991 года была присоединена четвёртая авиакомпания, а 15 мая 1998 года произведено слияние перевозчиков Wings West Airlines и Flagship Airlines с Simmons Airlines, после чего общее название объединённой авиакомпании было изменено на American Eagle Airlines. При этом число операционных сертификатов эксплуатанта было уменьшено до двух единиц под подразделения холдинга American Eagle Airlines Inc. и Executive Airlines.

## Флот
По состоянию на 5 февраля 2010 года воздушный флот American Eagle Airlines состоял из следующих самолётов:
По состоянию на февраль 2010 года средний возраст самолётов воздушного флота, работающего под брендом American Eagle Airlines, составлял 9,2 года.

## Авиапроисшествия и несчастные случаи

### Авиакомпания Executive Airlines
- 8 мая 1987 года, рейс 5452 Executive Airlines под брендом American Eagle выполнял рейс Международный аэропорт имени Луиса Муньоса Марина (Сан-Хуан, Пуэрто-Рико) — Аэропорт имени Эухенио Мария де Остос (Маягуэс, Пуэрто-Рико). При выполнении посадки на короткую взлётно-посадочную полосу 09 аэропорта Маягуэс лайнер CASA C-212 выкатился за пределы ВПП, протаранил забор ограждения и остановился в нескольких десятках метров от полосы. Погибло два человека из шести (4 пассажира и 2 члена экипажа) находившихся на борту.

- 7 июня 1992 года, рейс Executive Airlines под брендом American Eagle Сан-Хуан — Маягуэс. При заходе на посадку в Аэропорт Маягуэс имени Эухенио Мария де Остос самолёт CASA C-212 потерял управление и разбился в 1,2 км от начала взлётно-посадочной полосы аэропорта. Погибли оба члена экипажа и все трое пассажиров на борту. Причиной катастрофы стало случайное перемещение РУДов вторым пилотом, в результате чего самолёт потерял управление и врезался носом в землю[19].
- 9 мая 2004 года, рейс 5401 Executive Airlines. При выполнении посадки в аэропорту Сан-Хуана командир самолёта ATR-72 не справился с управлением и допустил выкат воздушного судна за пределы взлётно-посадочной полосы. Семнадцать человек на борту получили травмы различной степени тяжести, однако фатальных последствий удалось избежать[20].
- 7 февраля 2008 года, рейс Executive Airlines под брендом American Eagle Международный аэропорт Лас-Америкас — Международный аэропорт имени Луиса Муньоса Марина, самолёт ATR-72-500. Вскоре после взлёта из аэропорта Лас-Америкас командир корабля сообщил на землю о возникших проблемах с работой правого двигателя и запросил аварийную посадку в Международном аэропорту Ла Романа (Доминиканская Республика). При подходе к аэропорту дым из правого двигателя уже начал поступать в кабину самолёта. Лайнер совершил экстренную посадку в Ла Романа, в результате инцидента пострадавших не оказалось.

### Авиакомпания American Eagle Airlines, Inc.
- Катастрофа ATR 72 под Розлоном. 31 октября 1994 года, рейс 4184 Simmons Airlines под брендом American Eagle Международный аэропорт Индианаполис — Международный аэропорт О'Хара (Чикаго), самолёт ATR-72-212 (регистрационный номер N401AM). При подходе к аэропорту назначения в фазе снижения до предписанной высоты в 2438,4 метров лайнер перевернулся через крыло, стал быстро терять высоту и разбился в районе города Розлон, штат Индиана. Погибло 64 пассажира и 4 члена экипажа. Причинами катастрофы определены неподходящая конструкция резиновых антиобледенительных щёток и отсутствие в полётной инструкции адекватной информации о влиянии обледенения на управляемость самолёта. В течение нескольких месяцев всего лайнеры ATR авиакомпании были переданы в транзитные узлы Майами и Карибского бассейна для работы на регулярных маршрутах, на которых обледение практически не встречается[21].
- 29 января 2025 года при выполнении захода на посадку в аэропорту Вашингтона в небе столкнулись самолет Bombardier CRJ700 и вертолет ВС США Sikorsky UH-60. После столкновения оба воздушных судна упали в реку Потомак. Погибли все находившиеся на обоих бортах 67 человек[источник не указан 148 дней].

### Предшественники American Eagle Airlines, Inc.
- 24 августа 1984 года. Самолёт Beechcraft C99 (регистрационный номер N6399U) авиакомпании Wings West Airlines, выполнявший рейс 628 из Регионального аэропорта Сан-Луис округа Обиспо в Международный аэропорт Сан-Франциско вскоре после взлёта столкнулся с частным самолётом Rockwell Commander 112TC (регистрационный номер N122SM), который выполнял заход на посадку в аэропорту Сан-Луиса. Погибло 15 человек на лайнере Wings West Airlines и двое на частном самолёте. Главной причиной катастрофы названа халатность экипажей обоих лайнеров[22].
- 19 февраля 1988 года, рейс 3378 авиакомпании Avair под брендом American Eagle Международный аэропорт Роли/Дарем — Международный аэропорт Ричмонд, самолёт Fairchild Swearingen Metroliner SA227-AC (регистрационный номер N622AV). Через несколько минут после взлёта из аэропорта Роли/Дарем в ночное время и в условиях низкой облачности самолёт упал в водохранилище в районе города Кэри (штат Северная Каролина). Экипаж не сумел выдержать маршрут взлёта из-за неправильного определения показаний приборов вторым пилотом, который до вылета жаловался на своё плохое самочувствие. Командир корабля не проконтролировал работу второго пилота, поскольку оба лётчика были заняты исправлением замеченного недостатка в работе системы предупреждения о потери скорости самолёта. Погибли все 12 человек, находившиеся на борту лайнера[23].
- 13 декабря 1994 года, рейс 3379 авиакомпании Flagship Airlines под брендом American Eagle Роли/Дарем — Гринсборо (Северная Каролина), самолёт Jetstream 31 (регистрационный номер N918AE). Лайнер потерпел крушение в районе города Моррисвилл (Северная Каролина) в 11 километрах к юго-западу от Международного аэропорта Роли/Дарем в режиме инструментального выведения на посадку (ILS)[24]. Командир корабля истолковал показание индикатора включенного зажигания левого мотора как его отказ, посчитав, что произошёл помпаж двигателя. Было принято решение прервать процедуру посадки, а дальнейшие ошибки в пилотировании привели к потере самолётом скорости и его столкновение с землёй. Из 20 человек на борту самолёта погибло 15, остальные пятеро получили серьёзные травмы[25].